# Jack Tramiel
Jack Tramiel (kiejtés: /trəˈmɛl/ trə-MEL; született: Idek Trzmiel; Łódź, 1928. december 13. – 2012. április 8.) lengyel-amerikai üzletember, aki legfőképpen a Commodore Business Machines, Inc. megalapításáról ismert. A Commodore PET, a Commodore VIC-20, illetve a Commodore 64 mikroszámítógépek a legismertebb termékek, melyeket a cég gyártott az irányítása alatt. Cégéből a főrészvényessel való összetűzése után kiszorították, majd felvásárolta a nehéz helyzetben lévő korábbi versenytársat, az Atari-t és útjára indította az Atari ST termékcsaládot.

## Élete
1928. december 13-án Idek Trzmiel (egyéb nevek: Juda Jacek Trzmiel, illetve Idek Tramielski) néven született a Második Lengyel Köztársasághoz tartozó Łódźban lengyel zsidó családba Abram Josef Trzmiel és Rifka Bentkowska gyermekeként.

## Gettó és koncentrációs tábor
Miután 1939-ben a Harmadik Birodalom megszállta Lengyelországot, a családot áttelepítették a városi gettóba, ahol egy ruhagyárban kellett dolgoznia. Leendő felesége, Helen Goldgrub egy házzal odébb dolgozott. 1944 augusztusában aztán átszállították őket, először az auschwitz–birkenaui koncentrációs táborba, majd Ideket és apját augusztus-szeptember táján a hannover-ahlemi Neuengamme koncentrációs táborba, ahol Josef Mengele megvizsgálta és munkaszolgálatra választotta ki. Apja 1944. december 22-én elhunyt (vélhetően benzininjekció hatására), őt pedig 1945. április 10-én felszabadították a szövetséges csapatok. Állítása szerint tízezer emberből 60-an élték túl a tábort, így innentől kezdve semmilyen nehézség nem tűnt számára leküzdhetetlennek.
Anyja túlélte a háborút és visszakerült Łódźba. Idek 1947 júliusában még Németországban feleségül vette Helen Goldgrubot és külön utakon, de már házaspárként emigráltak az Amerikai Egyesült Államokba.

## Kezdetek Amerikában
1947. november 10-én érkezett az Amerikai Egyesült Államokba, az ellis-szigeti bevándorlást ellenőrző állomáson. 1948-ban belépett az Egyesült Államok hadseregébe (U.S. Army), ahol irodai berendezések, így írógépek szerelésére osztották be New York környékén. Négy év szolgálat után 1952-ben szerelt le, mert többet szeretett volna lenni feleségével és közben első gyermeke is megszületett. Először egy írógépszervizben kezdett dolgozni, majd 1953-ban saját üzletet nyitott Bronxban Commodore Portable Typewriter néven, mivel a katonai szolgálata miatt jogosulttá vált US$25.000 kölcsön felvételére állami garanciával. Mindemellett másodállásban taxisofőrködött is.

## Commodore

### Írógépek, számológépek
Tramiel felesége családjának jó része már a kanadai Torontoban élt és úgy döntöttek, hogy oda költöznek. Itt ismét írógépek szervizelésével kezdte, majd Sears Roebuck rávette, hogy építsen írógépeket számukra, melyhez 176.000 dollár kölcsönt is adott számára. Egy meglévő licenc megszerzésében gondolkodott, de sem amerikai, sem nyugat-európai cégekkel nem járt sikerrel, így végül a csehszlovák Zbrojovka Brno gyár "Consul" nevű írógépének a licence lett a befutó. 1955-ben alapította meg a Commodore Business Machines (CBM) céget Torontoban az import lebonyolítása és hamarosan annyit termeltek, hogy be tudtak törni az amerikai piacra is. 1962-től saját gyártásba kezdett a német Rheinmetall-Borsig AG-val kötött megállapodás alapján, annak részegységeiből.
Hamarosan beözönlöttek az amerikai piacra az olcsó japán írógépek, melyekkel szemben nem volt nyereséges a csehszlovák licenc alapján történő gyártás, így 1962-ben Tramiel nyilvános részvénykibocsátásba kezdett új készpénzforrások bevonására. C. Powell Morgan, az Atlantic Acceptance Corporation vezetője nyújtott pénzügyi segítséget, hitel formájában, mely eredményeképpen az 1960-as évek közepére már csaknem teljesen összenőtt a két vállalat. Ekkor történt, hogy az Atlantic csődbe ment, miután a hatóságok vád alá helyezték csalás, fiktív cégek működtetése, illetve részvényárfolyam manipuláció bűntettében. Tramiel is gyanúsított volt, de sosem tudtak rábizonyítani semmilyen jogtalanságot. Mindazonáltal a Commodore is csődközelbe került, így 1966-ban részleges irányítást kellett adjon egy újabb befektetőnek, Irving Gould kanadai üzletembernek, aki így szerezte meg a cég első 17%-át 400.000 dollárért.
Gould lett egyben az igazgatóság elnöke is, megállapodásuk értelmében és az ő megjelenése hozta magával új piaci lehetőségek felkutatását, így az - először mechanikus - számológépek felé fordulást. Tramiel a '60-as évek végén a Szilícium-völgybe költözött, mert látta, hogy az elektronikáé lesz a jövő. Villámgyorsan piacra dobott Commodore néven LED-kijelzős elektronikus zsebszámológépeket. Akkora lett azonban az igény ezekre az eszközökre, hogy a cégnek félvezető integrált áramköröket (chipek) szállító Texas Instruments is elkezdett saját márkás kalkulátorokat gyártani olyan áron, mellyel a Commodore nem tudott versenyezni. 1975-re már a többi chipgyártó cég is belépett erre a jövedelmező piacra és a Commodore eredménye ismét veszteségbe fordult.
Jack Tramiel eldöntötte, hogy többé nem akar függni egy beszállítótól és 1976 novemberében Gould újabb, 3 millió dolláros hiteléből felvásárolta a MOS Technology, pennsylvaniai chip- és félvezetőgyártó vállalatot és 200-körüli K+F projektet indított.

### Mikroszámítógépek
Chuck Peddle volt az a korábban a MOS Technologynál dolgozó mérnök, aki beszélt Tramielnek arról, hogy van a cégnek egy olyan chipje (a MOS 6502), ami lényegében már egy mikroszámítógép, és hogy „a mikroszámítógépek jelentik a világ jövőjét”. Peddle és Tramiel második fia, Leonard 6 hónapot kaptak arra, hogy működő számítógépet rakjanak össze, mely sikerült a kitűzött határidőre, az 1977-es West Coast Computer Faire kiállítással egybekötött konferenciára. A gép Commodore PET néven sikertermék lett, különösen a közoktatásban, melyre Tramiel külön figyelmet fordított.
1977-ben az Atari és a Tandy is kijött saját mikroszámítógépével és a következő években Tramiel folyamatos árcsökkentésekkel árháborúba hajszolta vetélytársait. Azt vallotta, hogy: "Az üzlet háború", illetve, hogy "Nem hiszek a kompromisszumokban, a győzelemben hiszek.". Híresen durván bánt a beszállítóival, ügyfeleivel és a saját igazgatóival is, mindenféle megbánás nélkül. Üvöltözéseit csak "Jack Attack"-ként emlegették a háta mögött kollégái. Chuck Peddle kétszer is otthagyta amiatt a céget, hogy részvényopciói, illetve a PET termékek után beígért nyereségrészesedését nem fizette ki neki Tramiel, aztán Los Gatosban kapott egy K+F mérnökcsapatot, melyet irányíthatott. 1980 áprilisában aztán végleg betelt Peddle-nél a pohár, amikor egy londoni félresikerült vezetőségi megbeszélés után Tramiel a K+F csapat megszüntetéséről és pennsylvaniai központba telepítéséről döntött.
Az árak letörtek és versenyhátránnyá kezdett válni a PET monokróm kijelzője az Apple II vagy az Atari 800 színes kijelzőihez, illetve TV-re kapcsolhatóságukhoz képest. Tramiel válasza erre a TV-re köthető Commodore VIC-20, az első egymillió eladott darabot számláló mikroszámítógép volt, majd a TV-n és monitorral is használható Commodore 64, melyből már több milliót adtak el. Tömegeket célzott meg termékeivel, nem csak bizonyos társadalmi osztályokat, mikor híressé vált szlogenjét hangoztatta: "Computers for the masses, not the classes." 1983-ban a korábbi beszállítót, a versenytárssá vált Texas Instruments-t nem csak TI-99/4A mikroszámítógépe tekintetében győzte le Tramiel az ádáz árversenyben, hanem az egész személyi számítógép piacról is sikeresen ütötte ki. Harry Fox, a SpectraVideo elnöke jegyezte meg akkor, hogy "Jack megszopatta a TI-t", utalva ezzel a Commodore elnökére.

### Viharos távozás
Megállapodásuk értelmében Irving Gould már 1966 óta ellenőrzése alatt tartotta a Commodore-t. Ő és Tramiel sokat vitatkoztak, de Gould általában hagyta az alapítót saját maga irányítani a céget. Tramiel mikromenedzsment jellegű vezetési stílussal irányított és nem bízott a költségtervekben, mert úgy tartotta, hogy azok "feljogosítanak a lopásra", hiszen - úgy gondolta - ha a felelős vezetőnek X millió dollár költségkeretet biztosít, akkor legalább annyit el is fognak költeni. Minden 1000 dollár feletti kiadást maga hagyott jóvá, így amikor szabadságra ment, gyakorlatilag megállt a cég működése. Egyre többen kérdőjelezték meg azt, hogy a jó eredmények ellenére lehet-e fenntartható módon irányítani egy milliárd dolláros bevételt elérő céget.
Ehhez jött hozzá még, hogy Tramiel mindenek fölé helyezte a családját és három fiát szerette volna a Commodore kulcspozícióiba helyezni. Tipikus kisvállalkozóként rájuk kívánta hagyni "saját" cégét. Sam, a legidősebb, üzleti menedzsmentet tanult a torontoi York Egyetemen, míg Gary, a legfiatalabb, pénzügyi elemző lett és tőzsdeügynökként dolgozott a Merrill Lynchnél. A középső, Leonard volt a legélesebb eszű, aki nem sokkal később asztrofizikából PhD-zett a New York-i Columbia Egyetemen és számos tekintetben már rutinos hardver- és szoftver-rendszertechnikusnak számított. Sam és Gary már a Commodore alkalmazásában állt, míg Leonard a PhD befejezése után tervezte ezt. Szemtanúk szerint a legidősebbet akarta megtenni jövőbeni utódául, de Gould elutasította ezt a fajta nepotizmust és ezt nem vette be Tramiel gyomra.
Az 1984. január 13-ai, veszekedésbe forduló vita részletei azóta sem derültek ki pontosan. Az igazgatósági ülés résztvevők nagy része elhunyt, vagy már nagyon idős ember. Rendszeresek voltak a viták közöttük, de míg Tramiel általában indulatosan előadta követeléseit, addig Gould ezt nyugodtan végighallgatta, majd higgadtan közölte az elvárásait, mint pénzügyi befektető. Ez alkalommal azonban - szemtanúk szerint - mindketten kiabáltak, majd előbb Tramiel viharzott el vörös fejjel, később pedig Gould is erősen feldúltan távozott. Tramiel nem tért vissza többé, eladta részvényeit és önként távozott az általa alapított és sikere csúcsán lévő vállalattól.
A 2015. július 18-án megrendezett 11. CommVEx kérdezz-felelek szekciójában Jack Tramiel középső fia, Leonard Tramiel felfedett egy fontos részletet a kilépés körülményeiről. Eszerint 1984. január 13-án Jack nemtetszését fejezte ki amiatt, hogy szerinte Irving sajátjaként kezeli a cég eszközeit (itt Bil Herd közbeveti, hogy Jack is) és hozzátette: "Amíg én vagyok itt az elnök, addig ezt nem teheted meg." Erre válaszul Gould annyit mondott, hogy "Goodbye". Ennek nyomán jelentette be Tramiel három nap múlva, hogy lemondott.

## Atari
Tramiel a Commodore-ral való szakítás után "Tramel Technology, Ltd." (TTL) néven új céget alapított Sunnyvale központtal és célul tűzte ki egy következő generációs személyi számítógép kifejlesztését és piacra dobását. A cég neve nem elírás, szándékosan adta neki a "Tramel" nevet, mellyel neve rendszeres rossz kiejtésének kívánta elejét venni. Az Atari az észak-amerikai videójáték piac 1983-as összeomlása óta nehéz helyzetben volt, így 1984 júliusában Tramiel felvásárolhatta a Warner Communications-től az Atariban birtokolt részesedésének egy részét. A TTL-t átnevezte "Atari Corporation"-re és ez a cég vette át a korábbi "Atari, Inc." romjait. A Warner megtartott 32% részesedést, de szabad kezet hagyott Jack Tramielnek a vállalat karcsúsítását, átszabását illetően. A pénz csak úgy ömlött ki a cégből és egyre nagyobbak voltak a veszteségek. Tramiel elrántotta kormányt és az egész Atarit a videójáték piactól átirányította az általános célú otthoni számítógépekig.
Első lépésként piacra dobta a 16-bites Motorola 68000 CPU-val szerelt, "Tramiel Operating System" (TOS) operációs rendszert futtató Atari ST számítógépet, mely Európában figyelemre méltó siker volt, világszinten pedig a professzionális zenei piacon ugyanígy. Voltak azonban olyan viszonteladók, akik megégették magukat korábban Tramiel agresszív költségcsökkentő üzletpolitikájával és vonakodtak, vagy elutasították a vele való együttműködést. A termék ráadásul azonnal erős versenytársat is kapott, hiszen szinte azonos héten adta ki volt cége a rivális Amiga 500 terméket, mely szintén siker lett.
Az Atari Lynx kifejlesztésén korábbi Amiga mérnökök dolgoztak, így David Shannon Morse, Dave Needle és Robert J. Mical. Ennek ellenére 1989 és 1995 között sem a Sega Game Gear-t, sem a Nintendo Game Boy-t nem tudta utolérni eladások terén. A 64-bites Atari Jaguar volt a cég utolsó nagy dobása 1993-ban, de nem tudtak hozzá elegendő mennyiségű játékszoftvert biztosítani, így csak 500.000 darabot sikerült belőle eladni.
Az 1980-as évek végén Jack egyre inkább hátrahúzódott a napi ügyek irányításától, fiára, Sam Tramielre hagyva az operatív menedzsmentet. 1995-ben azonban Sam szívinfarktust kapott, így apjának vissza kellett térnie az operatív irányításba. 1996-ban aztán Jack Tramiel részvénycsere üzletet kötött a merevlemezeket gyártó JTS Corporationnel, mely később összeolvadt az Atari Corp.-nel és a Tramiel család kiszállt az üzletből.

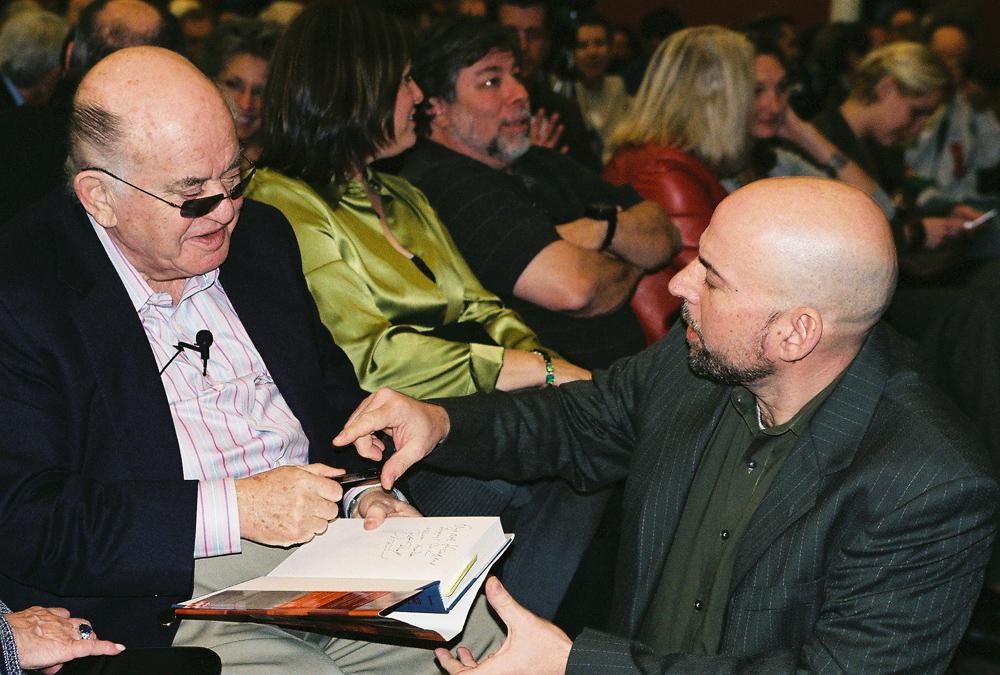
Jack Tramiel (b) és Bil Herd (j) 2007-ben

## Időskora
Jack Tramiel és felesége pénzadománnyal segítette az 1993-ban megnyílt United States Holocaust Memorial Museum létrejöttét, így szerepel az alapítók között. Tramiel egyike volt az ahlemi tábor azon túlélőinek, akiket az őket felszabadító 84. hadtest tagjaként Vernon Tott lefotózott és később be tudott azonosítani. Tott 2003-as halálakor Tramiel mondott gyászbeszédet és "felszabadítójának és hősének" nevezte őt.
Jack Tramiel 1996-ban visszavonult az üzleti élettől és a kaliforniai Monte Serenoba költözött. 2012. április 8-án, 83 éves hunyt el szívelégtelenség következtében.

## Fordítás
- Ez a szócikk részben vagy egészben  a   Jack Tramiel című angol Wikipédia-szócikk fordításán alapul.  Az eredeti cikk szerkesztőit annak laptörténete sorolja fel. Ez a jelzés csupán a megfogalmazás eredetét és a szerzői jogokat jelzi, nem szolgál a cikkben szereplő információk forrásmegjelöléseként.